# Simon I. (Sponheim-Kreuznach)
Simon I. (* 1210/15; † 8. April 1264) war als drittjüngster Sohn und ein Erbe seines Vaters Gottfried III. erster regierender Graf der vorderen Grafschaft Sponheim.

## Leben und Wirken
Simon I. heiratete 1244 Margarete von Heimbach (Hengebach) genannt Hoen zu Lövenich. 1246 belehnte der Speyrer Elekt Heinrich von Leiningen Margarete, Frau des Grafen von Sponheim, deren Tochter und künftige Erben mit einem Lehen zu Kreuznach. Unter Simon I. und seinen beiden Brüdern Johann und Heinrich wurde die Grafschaft Sponheim in eine vordere und hintere Grafschaft Sponheim geteilt. Durch ihre Mutter Adelheid von Sayn († 1263) gelangte die Grafschaft Sayn 1247 als Erbe an die Familie von Sponheim. Heinrich heiratete die Erbtochter der Herrschaft Heinsberg. Ein weiterer Halbbruder Eberhard V. von Eberstein (durch eine zweite Ehe der Adelheid von Sayn mit Eberhard IV. von Eberstein) wurde bei der Teilung ebenfalls berücksichtigt. Das anfallende Erbe der Herrschaft Heinsberg und der Grafschaft Sayn wurde bei der Teilung der Grafschaft Sponheim berücksichtigt. Zum Ausgleich der anfallenden Teile wurden mehrfach Gebiete verschoben. Der genaue Zeitpunkt der Teilung ist nicht bekannt, muss aber zwischen 1223 und 1237 erfolgt sein. Simon I. erhielt 2/3 der Grafschaft Sponheim: die vordere Grafschaft. Sein älterer Bruder Johann erhielt 1/3 der Grafschaft: die hintere Grafschaft und große Teile der Grafschaft Sayn. Heinrich übernahm die Herrschaft Heinsberg und geringe Teile der Grafschaft Sayn. Der Halbbruder Eberhard sollte ursprünglich die Grafschaft Sayn übernehmen, durch seinen frühen Tod 1253 wurde dieser Plan nicht umgesetzt.
Simon I. wurde in der Stiftskirche zu Pfaffen-Schwabenheim bestattet; sein Grabmal ist nicht erhalten.
Der Witwer Graf Emich IV. von Leiningen und die Witwe M[argarete] des † Grafen Simon von Sponheim-Kreuznach schlossen 1265 einen Ehevertrag mit folgender Vereinbarung: Emich will Margarete ehelichen; Emichs Kinder Adelheit und Emich sollen Simons Kinder Johann und Imene heiraten. Dem Dreifach-Verlöbnis folgten in der Tat zwei Eheschließungen, denn Graf Emicho von Leiningen und seine Gemahlin Margareta Gräfin von Spanheim (contectualis ipsius comitissa de Spanheim) urkundeten 1268 für das Kloster Eußerthal. Auch die Heirat des Sohnes Johann mit Adelheit von Leiningen ist belegt.

## Nachkommen
- Johann I., ⚭ nach 1264 Adelheit von Leiningen
- Imagina, ⚭ Walter, Herr von Geroldseck
- Heinrich I., Gründer der Linie Sponheim-Bolanden-Dannenfels, ⚭ Kunigunde von Bolanden
- Mechthild, ⚭ vor 1268 Friedrich IV., Graf von Leiningen
- Eberhard, Gründer der Linie Sponheim-Neef, ⚭ Elisabeth von Alzey
- Luther, Ordensritter